# Regente del Tíbet
El Regente del Tíbet ejercía el poder desde el fallecimiento de un dalái lama hasta que el tulku del mismo pasaba a detentarlo plenamente. En principio recibía el apelativo de rgyal tshab y, una vez que era descubierta la reencarnación del dalái lama fallecido, sde srid. El regente gozaba de un poder casi absoluto hasta la mayoría de edad del nuevo dalái lama y, después, pasaba a ser consejero del mismo. 
En marzo de 2011 el XIV Dalái lama anunció que renunciaba a todos los cargos políticos en el Gobierno tibetano en el exilio, para quedar sólo como líder espiritual y religioso. Por tanto, no cabe el nombramiento de futuros regentes con poder político.

## Lista de Regentes del Tíbet
- Tsangpa Desi (alrededor de 1630 hasta 1636). Tomó Lhasa entre 1630 y 1636, como protector de la escuela Nyingma o de los gorros rojos.[3]
- Sonam Chöphel (1642–1658). Según John Powers, fue el primer regente propiamente dicho, nombrado por Güshi Khan en 1642 bajo el reinado del V Dalái lama.[4]
- Trinlé Gyatso (1658–1668).
- Chöpön Depa (1668–1673).
- Lobsang Jinpa (1675–1679).
- Sangyé Gyatso (1679–1703).
- Lhazang Khan (1705–1717).
- Gyurme Namgyal (1747–1750).
- Lobsang Khyenrab Wangchug (1791–1811).
- Ngawang Yeshe Tsultrim Gyaltsen, 3er. Réting Rinpoche.
- Ngawang Lobsang Tenpey Gyaltsen (1904-1909), 3er. Tsemonling Rinpoche.
- Jamphel Yeshe Gyaltsen (1934–1941), 5º Réting Rinpoche, regente con el XIV Dalái lama.
- Ngawang Sungrab Thutob (1941–1950), 3er. Taktra Rinpoche, regente con el XIV Dalái lama.

## Galería de imágenes

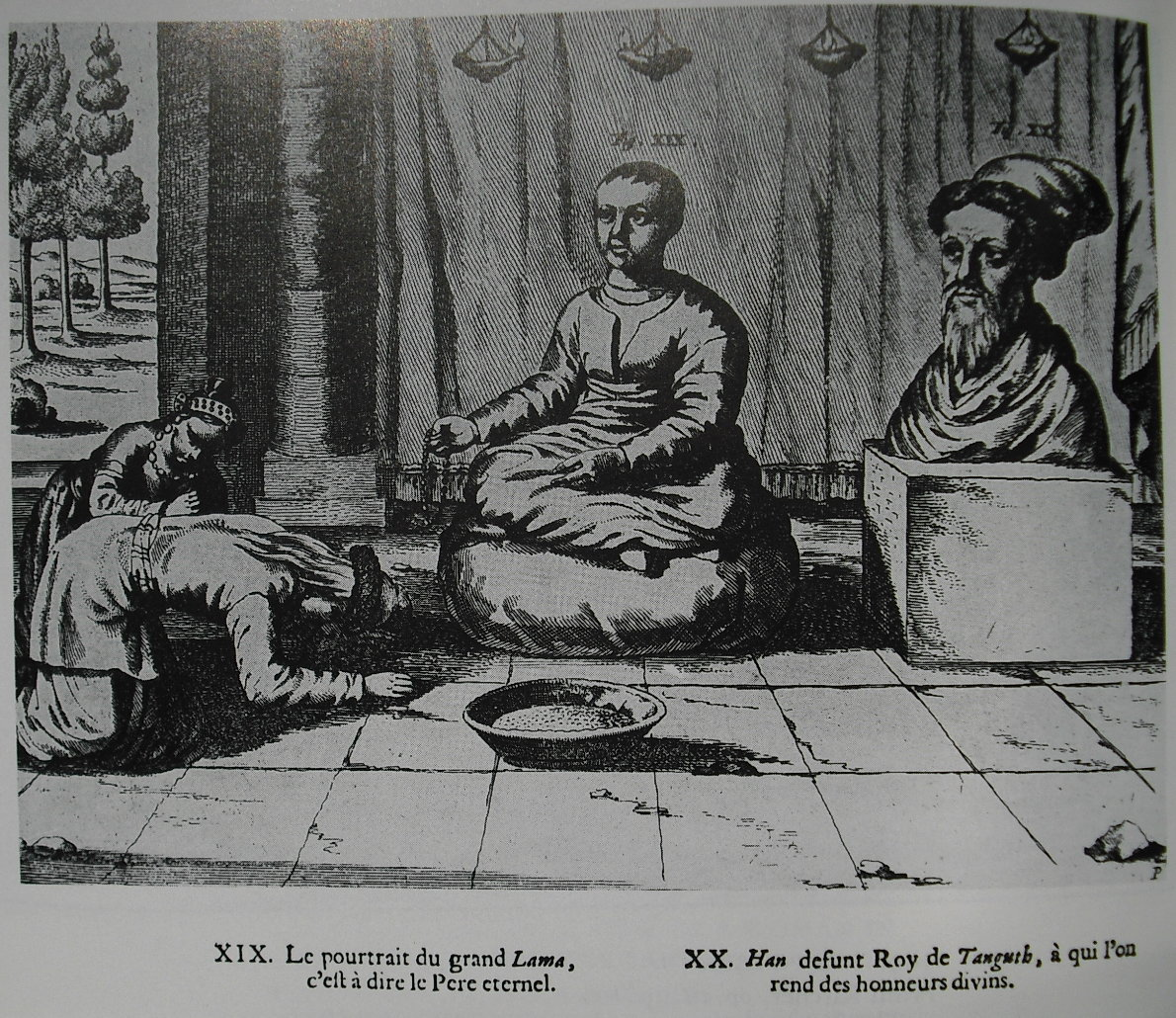
V Dalái lama y estatua de Güshi Khan en el palacio Potala en 1661, por Johann Grueber en China Illustrata de Athanasius Kircher.
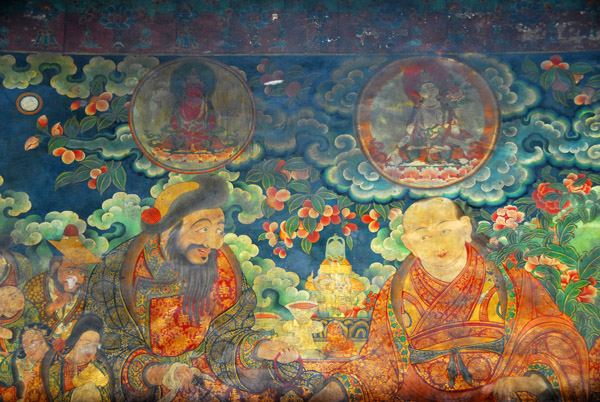
Güshi Khan y el V Dalái lama, pintura mural de 1682.
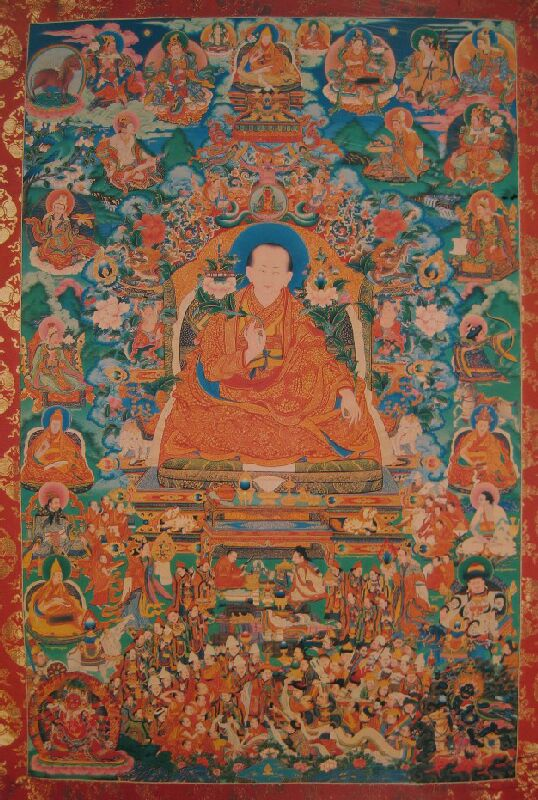
Thangka del siglo XVIII, representando a Sangye Gyatso.
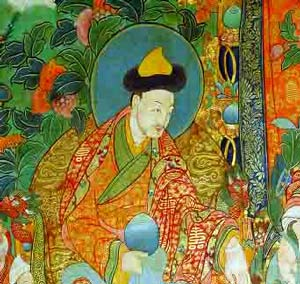
Lkhazan Khan.
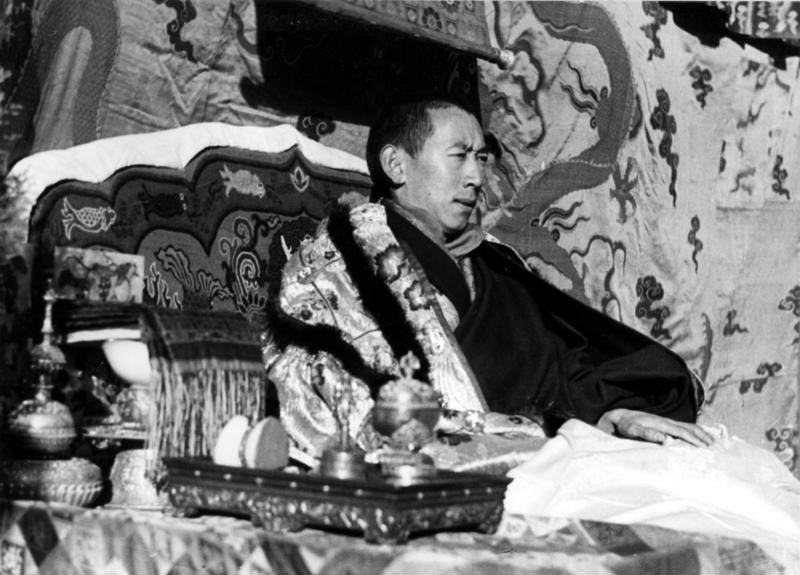
Jamphel Yeshe Gyaltsen, 1938, 5º Réting Rinpoche.
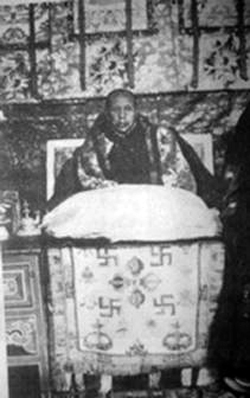
Ngawang Sungrab Thutob, 3er. Taktra Rinpoche.